# Valdivia (cidade)
Valdivia (pronuncia-se [bal̪'di.bja] ou [bal̪'ði.bja] em espanhol) é uma cidade e comuna do Chile, capital da província de mesmo nome, localizada na Região de Los Rios. Tem uma população de 140 559 habitantes e uma superfície de 1 016 km². A cidade está localizada entre os rios Calle-Calle, Valdivia e Cau-Cau.
Valdivia foi uma das cidades mais afetadas pelo Grande Terremoto do Chile, o maior terremoto já registrado em todos os tempos, registrando 9,5 pontos na escala Richter, o que o tornou o mais forte da história da humanidade.
Estima-se que a cidade tenha afundado cerca de dois metros após o fenômeno.

## Cidades irmãs
- Mount Pleasant, Michigan, Estados Unidos
- Tacoma, Washington, Estados Unidos
- Cluj-Napoca, Romenia
- Neuquén, Argentina

## Galeria

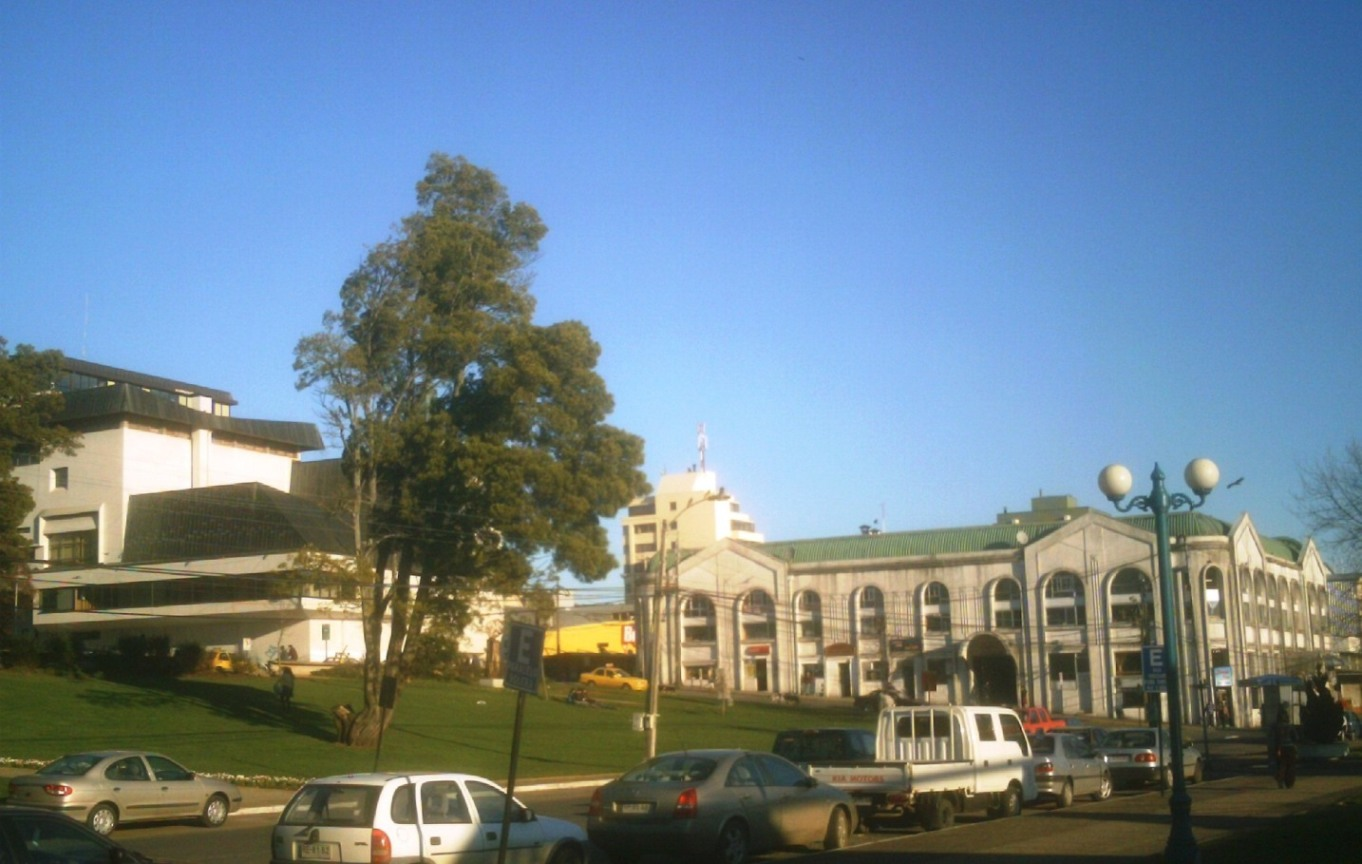
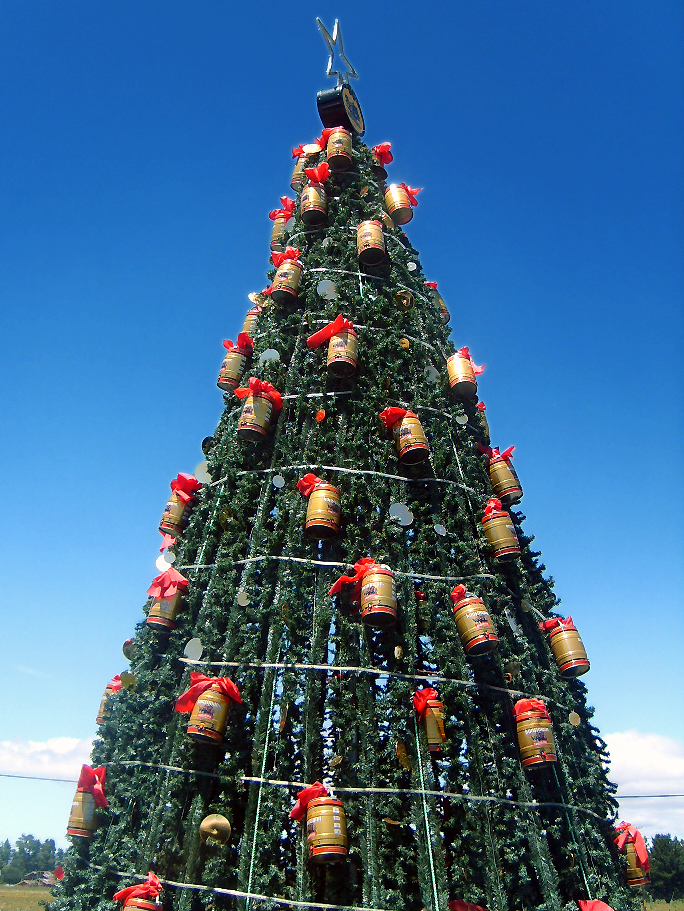
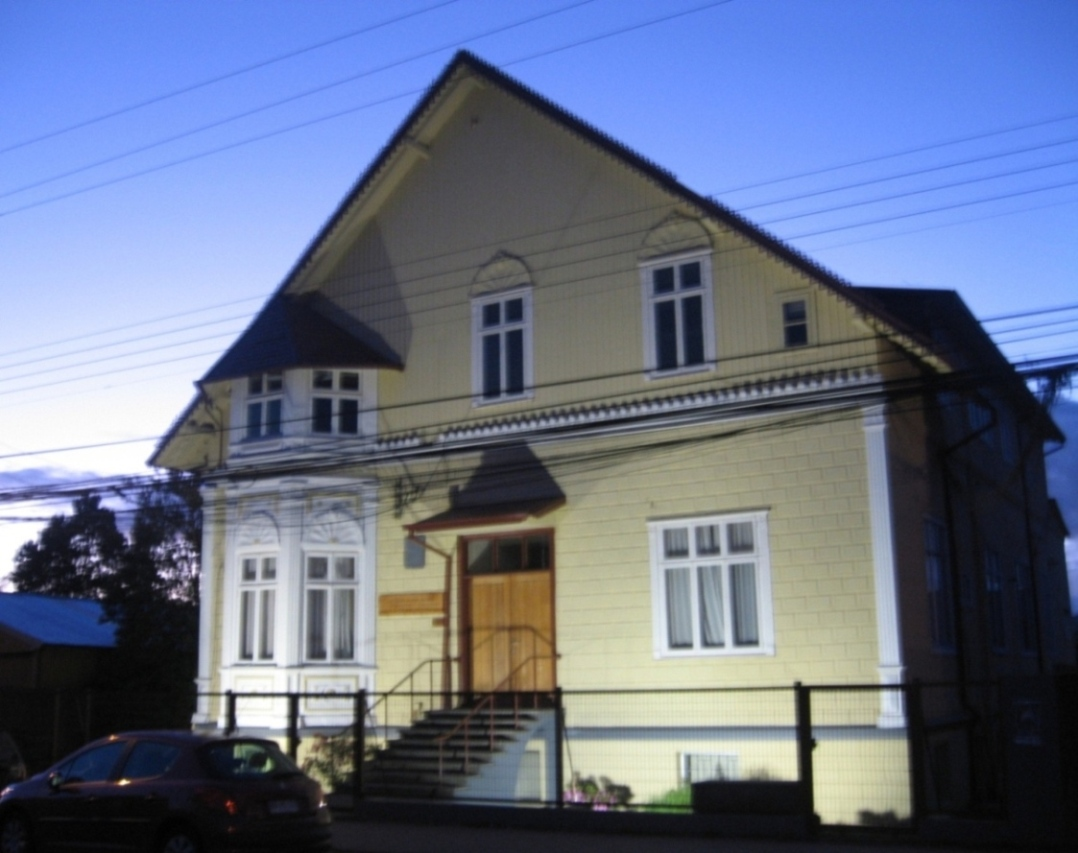
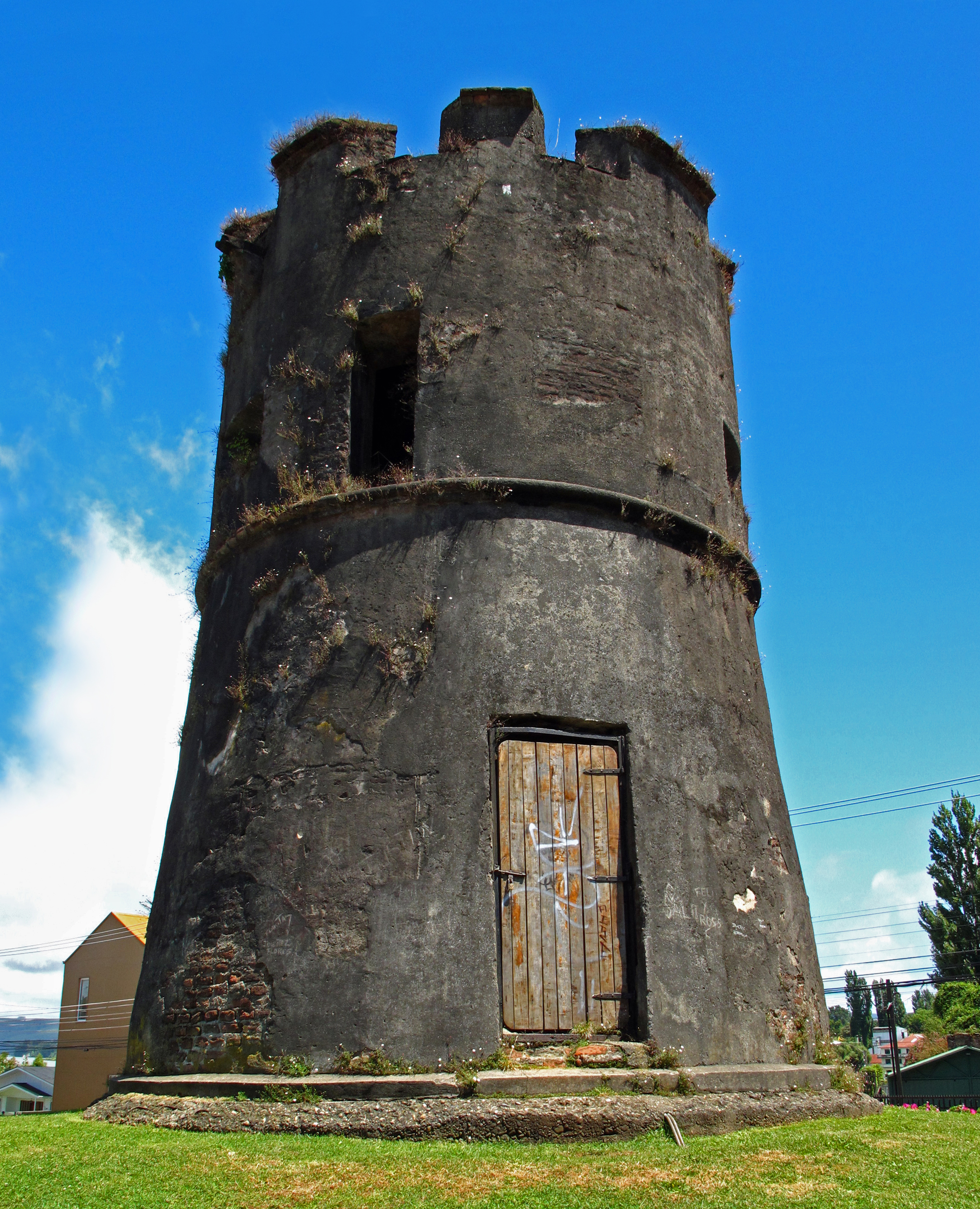
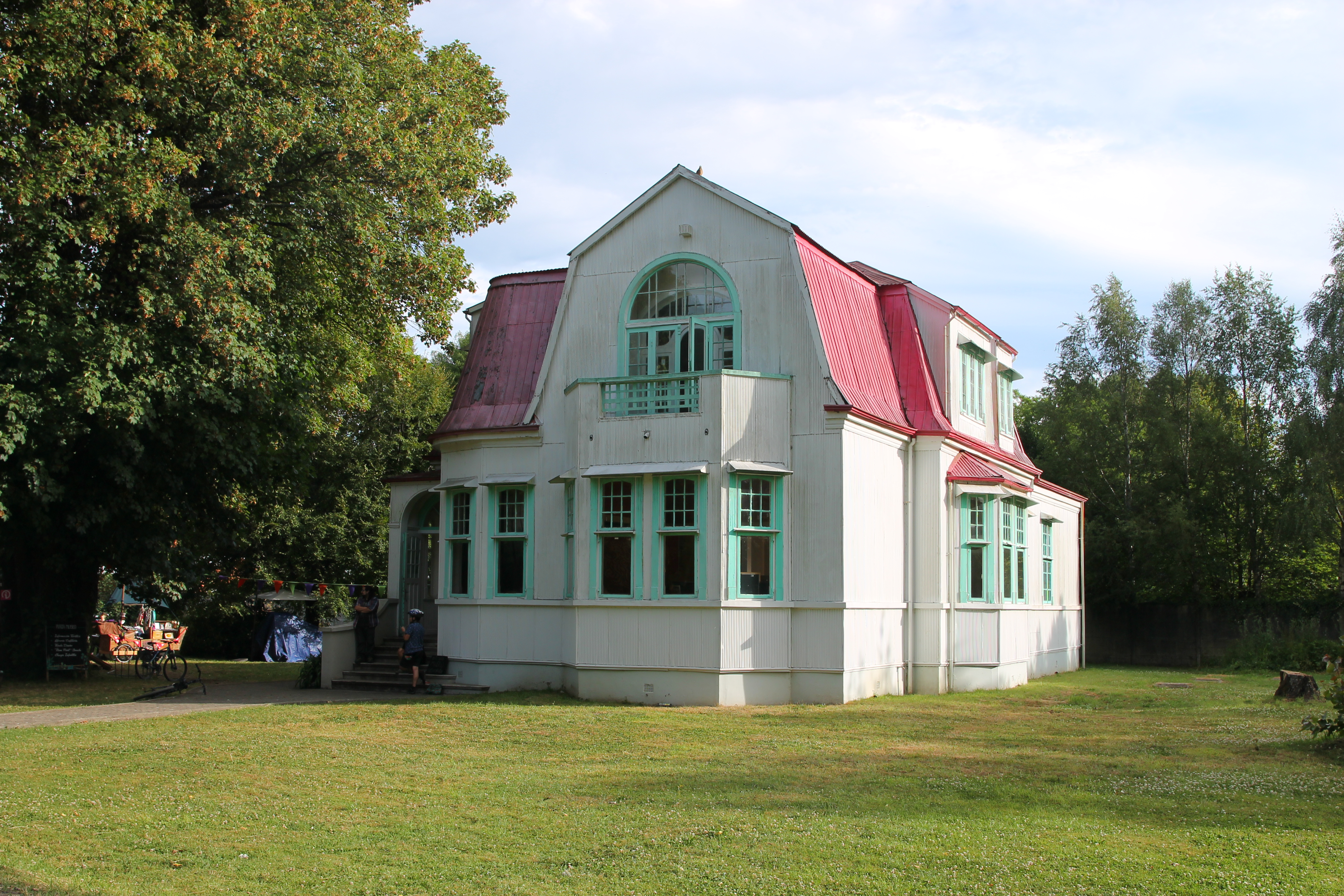
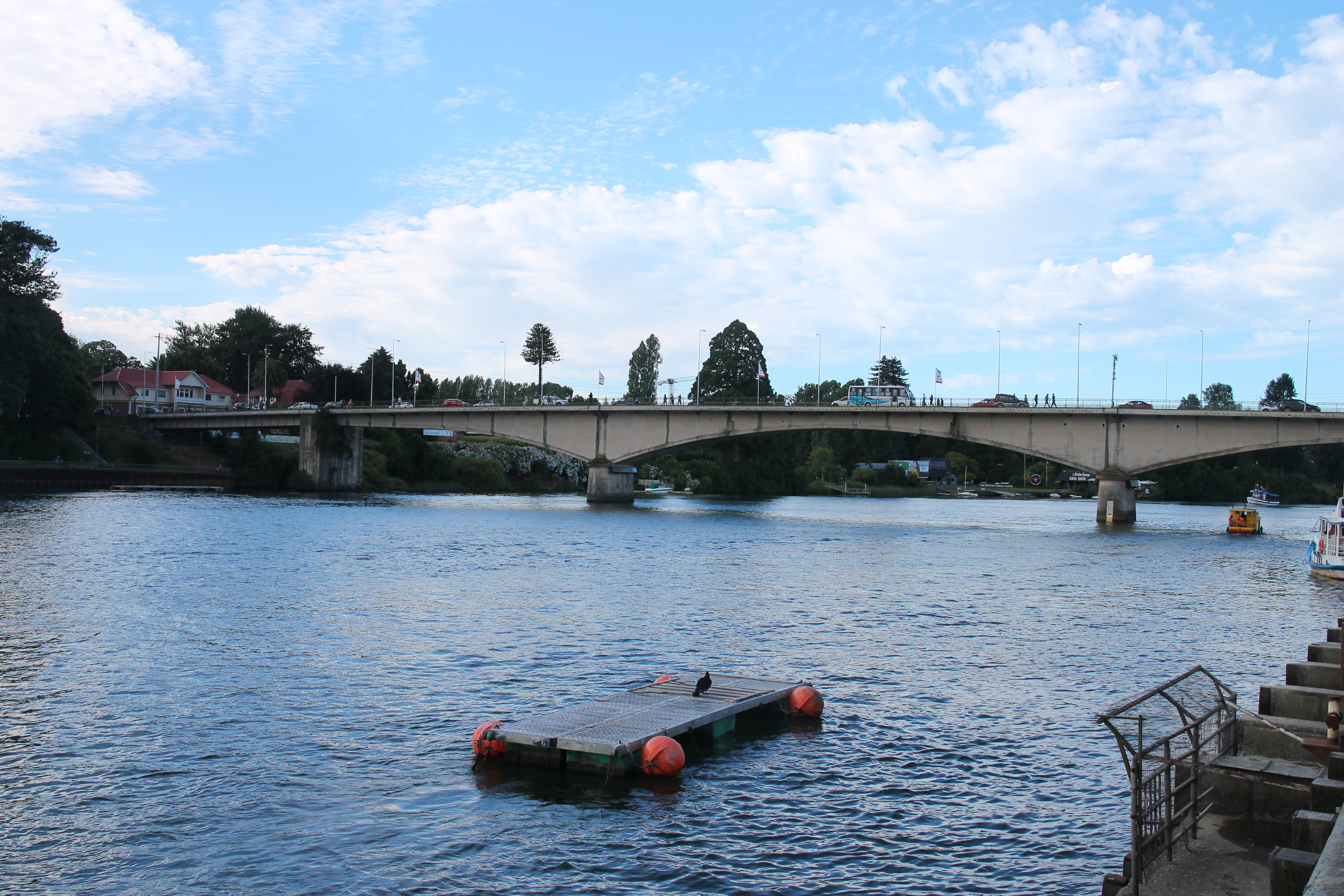
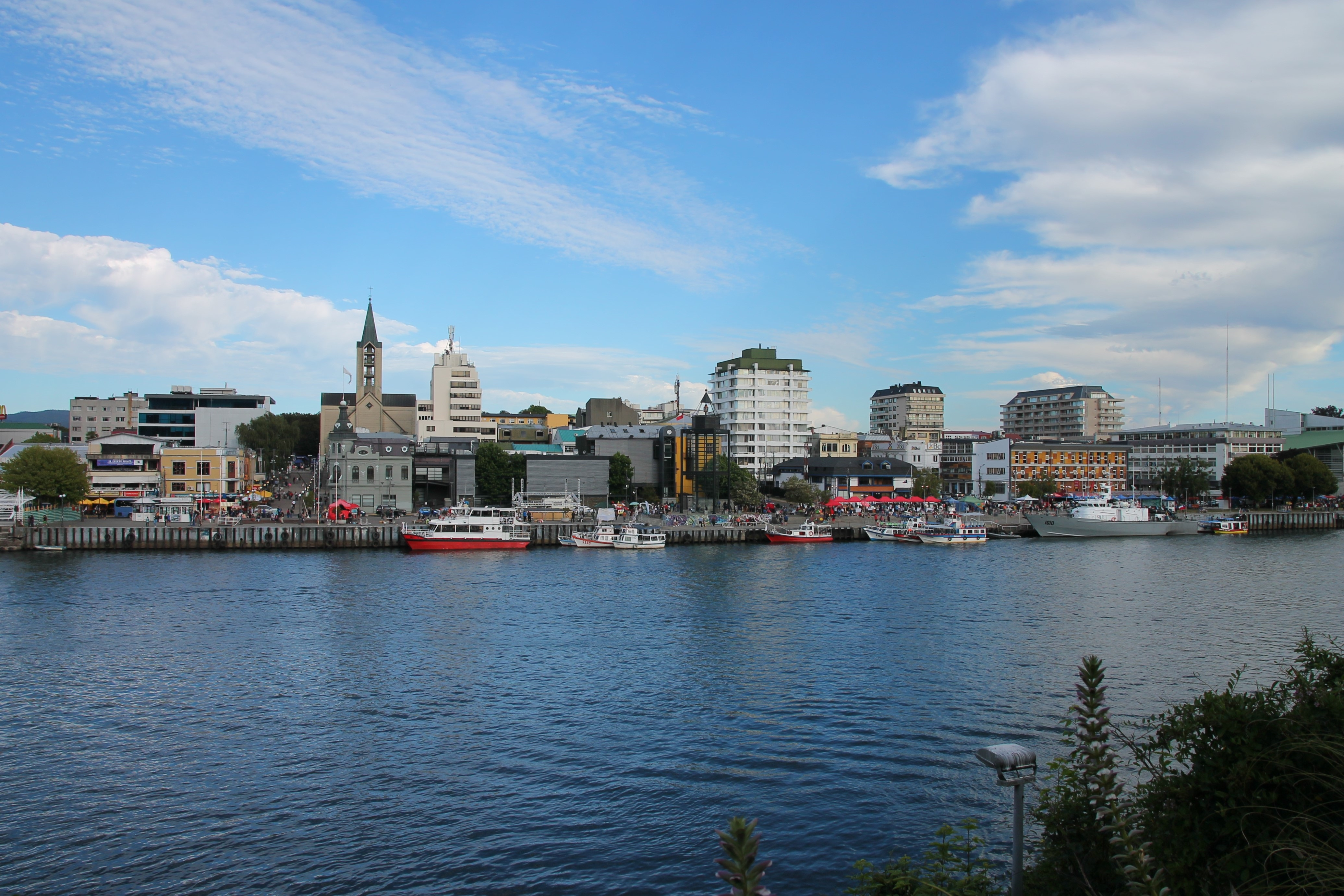